# Kōhei Horikoshi
Kōhei Horikoshi (jap. 堀越 耕平, Horikoshi Kōhei; * 20. November 1986 in der Präfektur Aichi) ist ein japanischer Mangaka, der besonders durch die international erfolgreiche Serie My Hero Academia bekannt wurde.

Signatur von Kōhei Horikoshi

## Leben
Geboren in der Präfektur Aichi, begann er bereits als Kind mit dem Zeichnen. Horikoshi studierte Design an der Nagoya Universität der Künste. 2010 und 2012 wurden seine Werke Ōmagadoki Zoo und Barrage im Shūkan Shōnen Jump veröffentlicht.
2014 begann er seine Arbeit am Manga My Hero Academia, welcher ebenfalls im Shōnen Jump veröffentlicht wurde. Zwei Jahre später startete eine Anime-Fernsehserie zum Manga. Neben weiteren Spin-off-Mangas erschienen mit My Hero Academia: Two Heroes, My Hero Academia: Heroes Rising, My Hero Academia: World Heroes' Mission und My Hero Academia: You’re Next vier Kinofilme. Mit 100 Millionen weltweit und 1,4 Millionen in Deutschland verkauften Einheiten gehört My Hero Academia zu den meistverkauften Mangas. 2019 wurde er mit dem Harvey Award für den besten Manga ausgezeichnet.

## Werke
- Ōmagadoki Zoo (2010–2011)
- Barrage (2012)
- My Hero Academia (2014–2024)